# 菲利尼
菲利尼（法語：Fuligny，法語發音：[fyliɲi]）是法国奥布省的一个市镇，属于奥布河畔巴尔区。

## 地理
菲利尼（48°19'55"N, 4°42'24"E）面积10.34 平方千米，位于法国大東部大區奥布省，该省份为法国中北部省份，北起马恩省，西接塞纳-马恩省，西南至约讷省，东南至科多尔省，东临上马恩省。
与菲利尼接壤的市镇（或旧市镇、城区）包括：拉谢斯、莱维尼、苏莱讷迪、韦尔农维利耶、维尔叙泰尔。

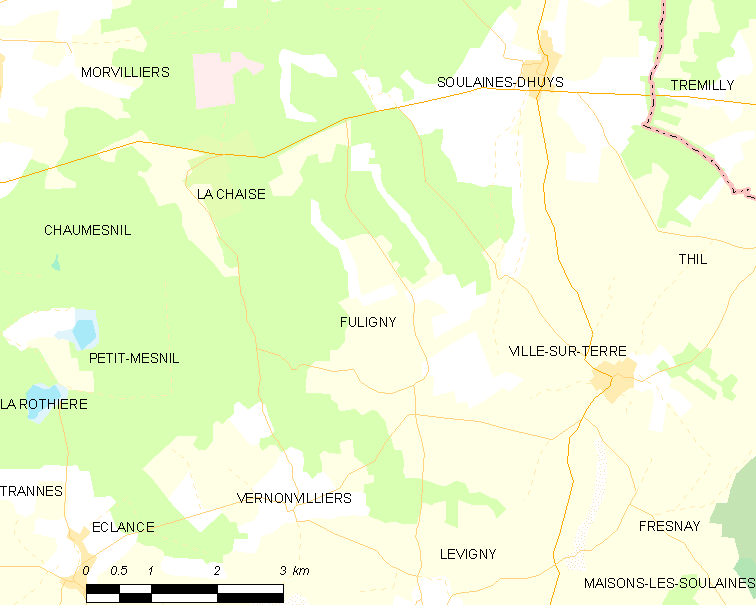
菲利尼的OSM定位图

菲利尼的时区为UTC+01:00、UTC+02:00（夏令时）。

## 行政
菲利尼的邮政编码为10200，INSEE市镇编码为10163。

## 政治
菲利尼所属的省级选区为奥布河畔巴尔县。

## 人口

1962-2008年间菲利尼人口变化图示

菲利尼于2022年1月1日时的人口数量为40人。